# イメグリミン
イメグリミン（Imeglimin）は、2型糖尿病の経口治療薬である。日本では2021年6月に承認され、8月薬価収載、9月16日「ツイミーグ」で発売となった。グリミン系という新しいクラスの血糖降下薬の最初の製品（ファーストインクラス）である。

## 効能・効果
- 2型糖尿病

## 副作用
重大な副作用には、低血糖（6.7%）が記載されている。
その他、1-5%未満に悪心、下痢、便秘が発生する。

## 作用機序
血糖降下作用は、
- インスリン分泌促進: 膵臓のβ細胞量の維持、グルコース刺激に対するインスリン分泌量の増加
- インスリン作用の強化: 骨格筋へのグルコース取り込み促進、肝臓での糖新生抑制

の2つの機序による。
これらの作用はどちらも、2型糖尿病の原因であるミトコンドリア機能低下を改善することによると考えられている。イメグリミンは酸化的リン酸化に関与する酵素に作用し、ミトコンドリア呼吸鎖の複合体Iを弱く阻害し、複合体IIIを亢進させる。従って、その間の経路が滞らず活性酸素の発生が抑えられるので、酸化ストレスを原因とするインスリン抵抗性亢進を改善する。

## 薬物動態

### 吸収
食前・食後を比較した結果、食事の影響は認められなかった。

### 分布
経口投与後2.5時間で最高血中濃度に達した後、半減期12時間で排泄される。
ヒト血漿タンパク結合率は1.2-6.4%であった。

### 代謝
ほとんど代謝されずに排泄される。
CYP1A2、CYP2A6、CYP2B6、CYP2C8、CYP2C9、CYP2C19、CYP2D6、CYP2E1、CYP3A4/5を阻害せず（IC50>100μmol/L）、120μmol/Lまでの濃度ではCYP1A2、CYP2B6、CYP2C9、CYP2C19、CYP3A4/5を誘導しなかった。

### 排泄
投与144時間後までに尿中に43.2%、糞中に54.8%が排泄された。

## 臨床開発
日本で実施された第III相試験では24週間の投与が行われ、プラセボと比較して血糖値を有意に低下させた。

## その他

イメグリミンとその互変異性体

フランスのバイオ製薬会社Poxel社が創薬し、日本では大日本住友製薬が臨床試験を実施した。製剤はイメグリミン塩酸塩である。
テトラヒドロトリアジン構造を有する。販売名ツイミーグ（TWYMEEG）はDualを意味する"twin"と一般名の"imeglimin"に由来する。